# Pro Bowl 1993
Match précédent Match suivant
Le AFC-NFC Pro Bowl 1993 est le Match des étoiles de football américain de la National Football League pour la saison 1992. Il se joue au Aloha Stadium d'Honolulu le 7 février 1993 entre les meilleurs joueurs des deux conférences de la NFL, la National Football Conference et l'American Football Conference. La rencontre est remportée sur le score de 23 à 20 par l'équipe représentant l'American Football Conference.